# Музей Карла Эрнста Остхауса
Музей Карла Эрнста Остхауса (нем. Osthaus Museum Hagen) — художественный музей в немецком городе Хагене, основанный меценатом Карлом Эрнстом Остхаусом.

## История
Здание музея по заказу К. Э. Остхауса спроектировано берлинским архитектором Карлом Герардом (работы начаты в 1898 году). Внутреннее оформление поручено в 1902 году художнику Генри ван дер Вельде. Открыт музей под названием Хагенский музей Фолькванг в 1902 году. Это был первый в Германии музей современного искусства. К. Э. Остхаус организовал в музее многочисленные актуальные выставки модернистского искусства (например, группы Мост летом 1907 года).
После смерти К. Э. Остхауса в 1921 году его наследники распродали всю музейную коллекцию — в основном городу Эссену, где был вновь открыт музей Фолькванг. Здание музея в Хагене приобрела городская электрическая компания и разместила здесь свою контору.
Новый художественный музей в Хагене — городской музей Кристиана Рольфса — открыт в 1930 году на Вилле Пост. В годы правления в Германии нацистов музей был переименован, а значительная часть его экспонатов (в том числе около 400 работ К. Рольфса) изъята из экспозиции.
В конце 1945 года музей Карла Эрнста Остхауса был восстановлен. В 1955 он возвращается в своё старое здание музея Фолькванг, которое было перестроено и реставрировано в духе живописи модерн, которую здесь первоначально оставила кисть ван де Вельде. С 2006 по август 2009 года музей вновь подвергнут реконструкции и затем открыт под названием Osthaus Museum Hagen.

## Собрание
Коллекция произведений искусства, собранная в музее, делится на 2 части: Классический модерн и Современное искусство. В историческом Приёмном зале можно увидеть полотна, созданные около 1900 года. На верхнем этаже собраны работы Кристиана Рольфса. Кроме этого, в музее представлены шедевры немецкой живописи и скульптуры первой половины XX столетия — работы Отто Дикса, Эриха Хеккеля, Эрнста Людвига Кирхнера, Франца Марка, Александра Архипенко и других мастеров.

## Галерея

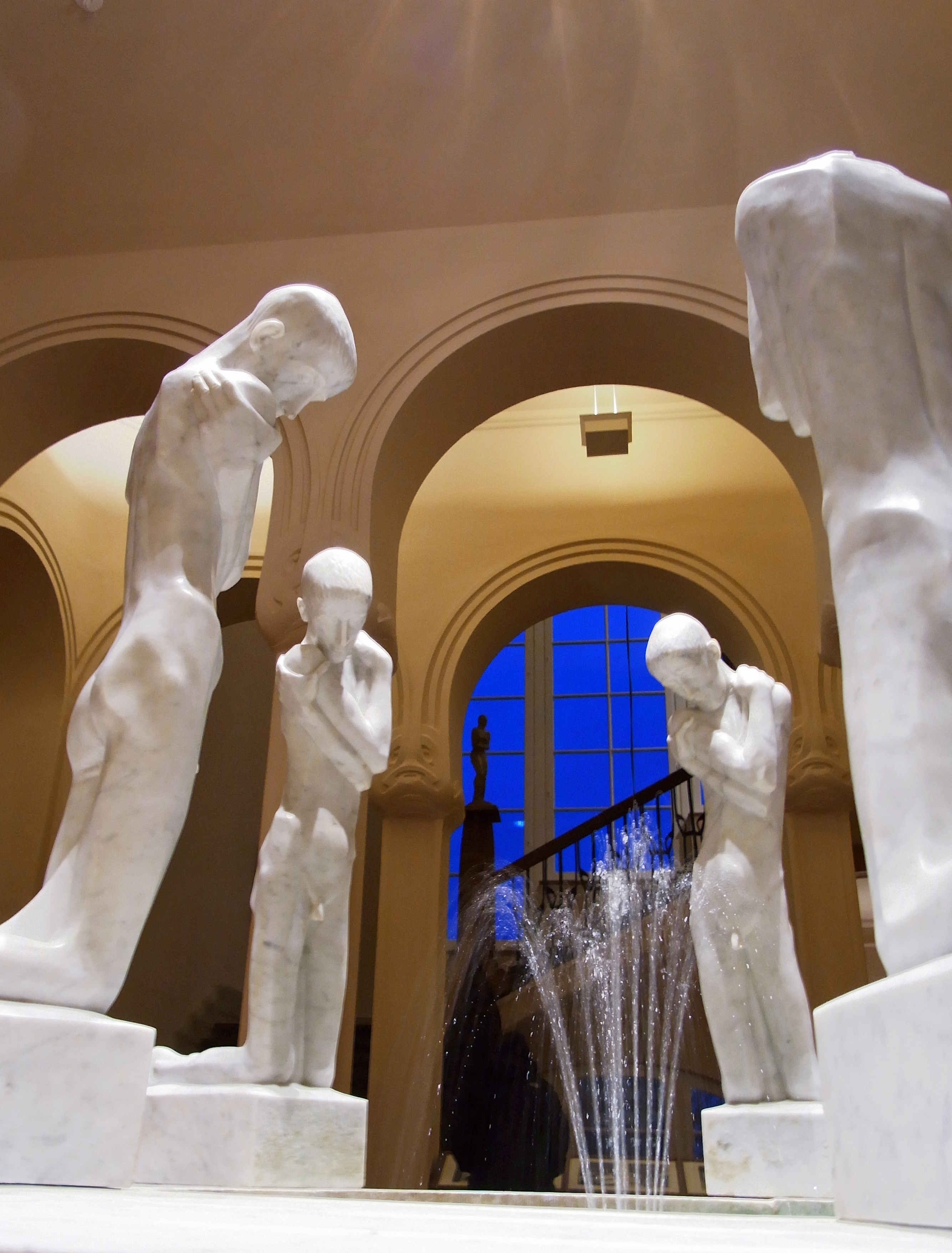
Жорж Минне Колодец коленопреклонённых (1898)
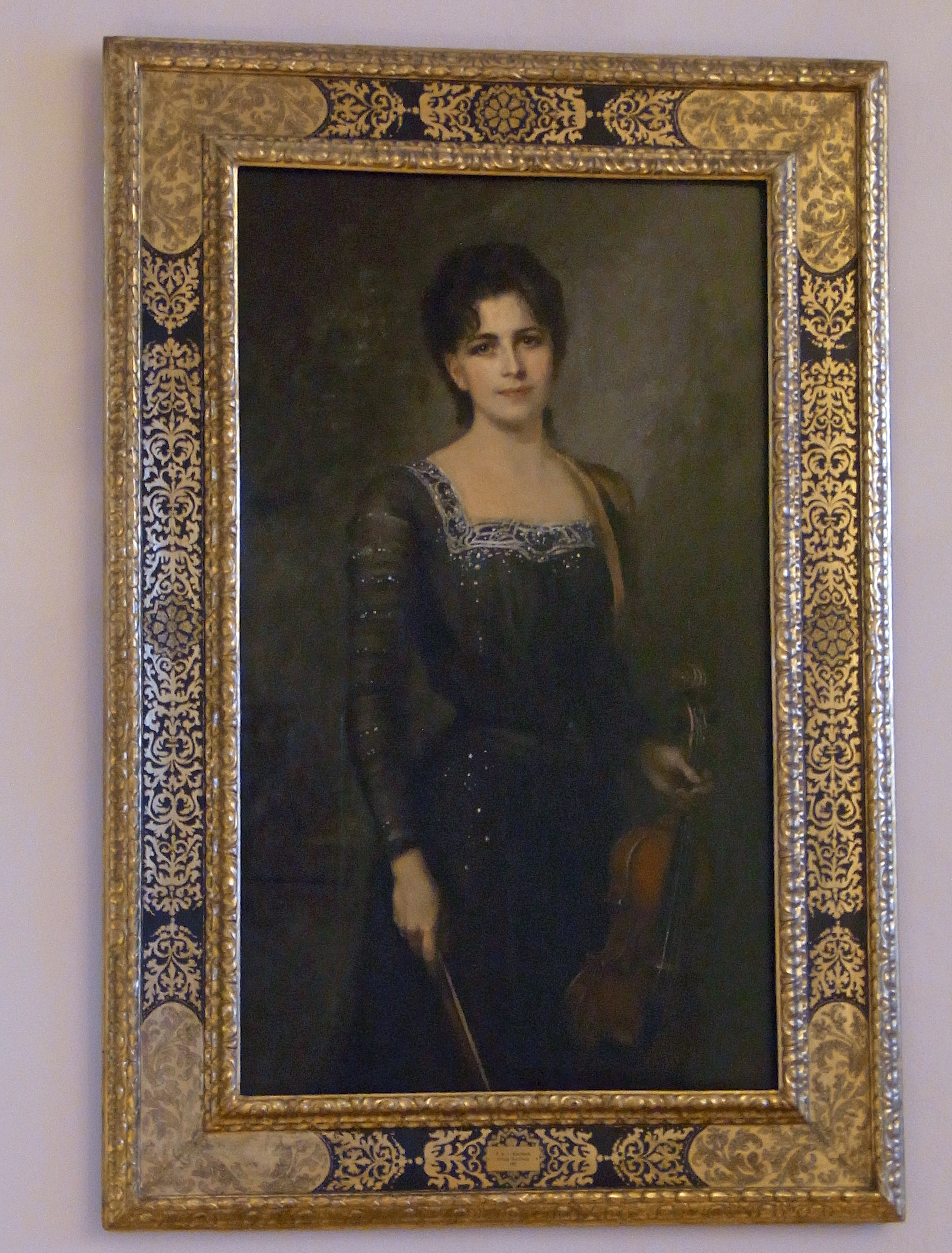
Фридрих фон Каульбах Портрет жены художника со скрипкой
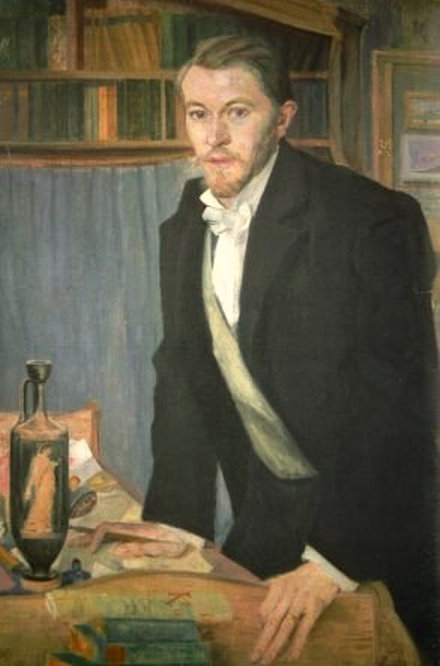
Ида Герхарди Портрет К.Э.Остхауза
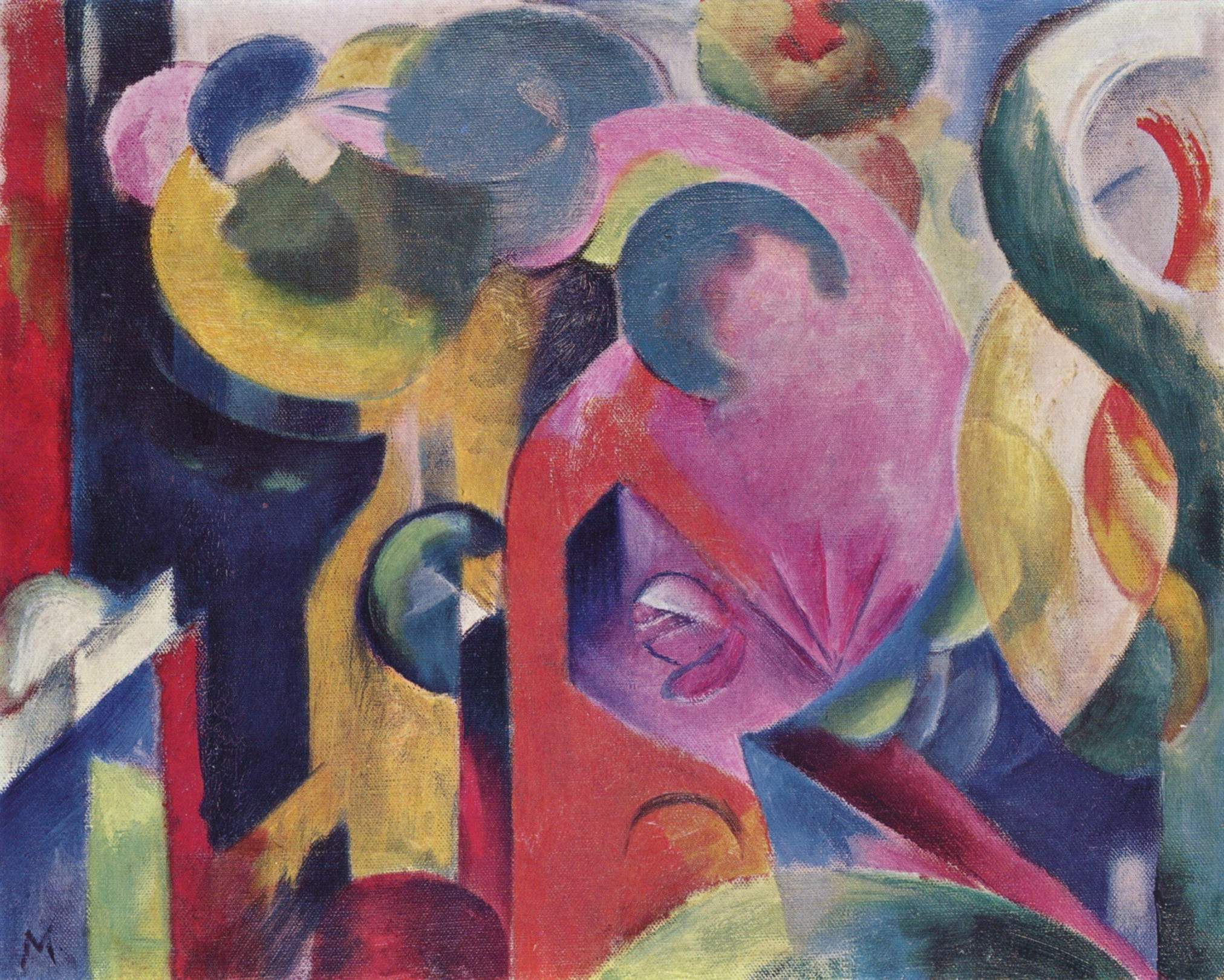
Франц Марк Композиция III (1914)
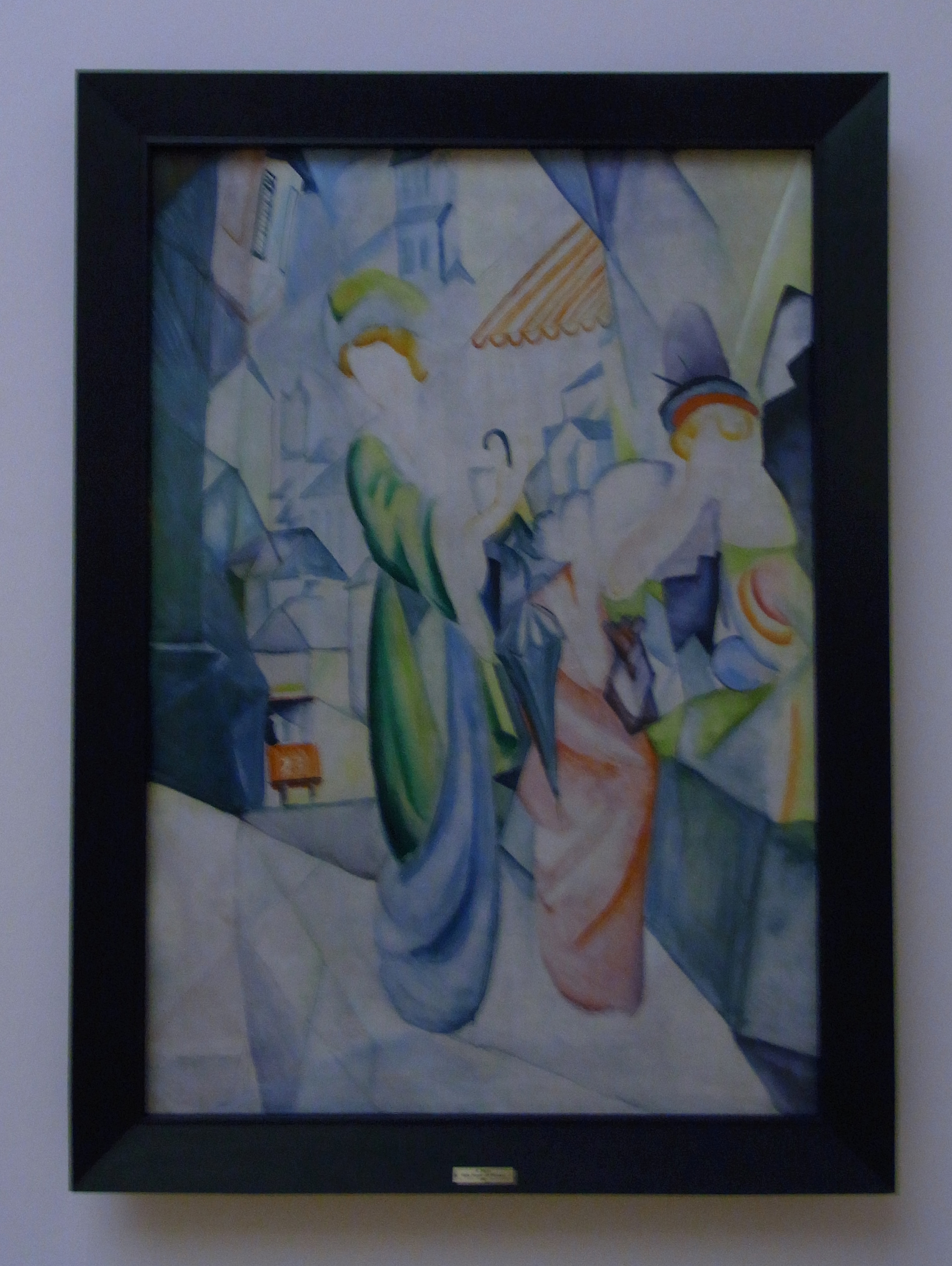
Август Маке Женщины перед шляпной лавкой (1913)
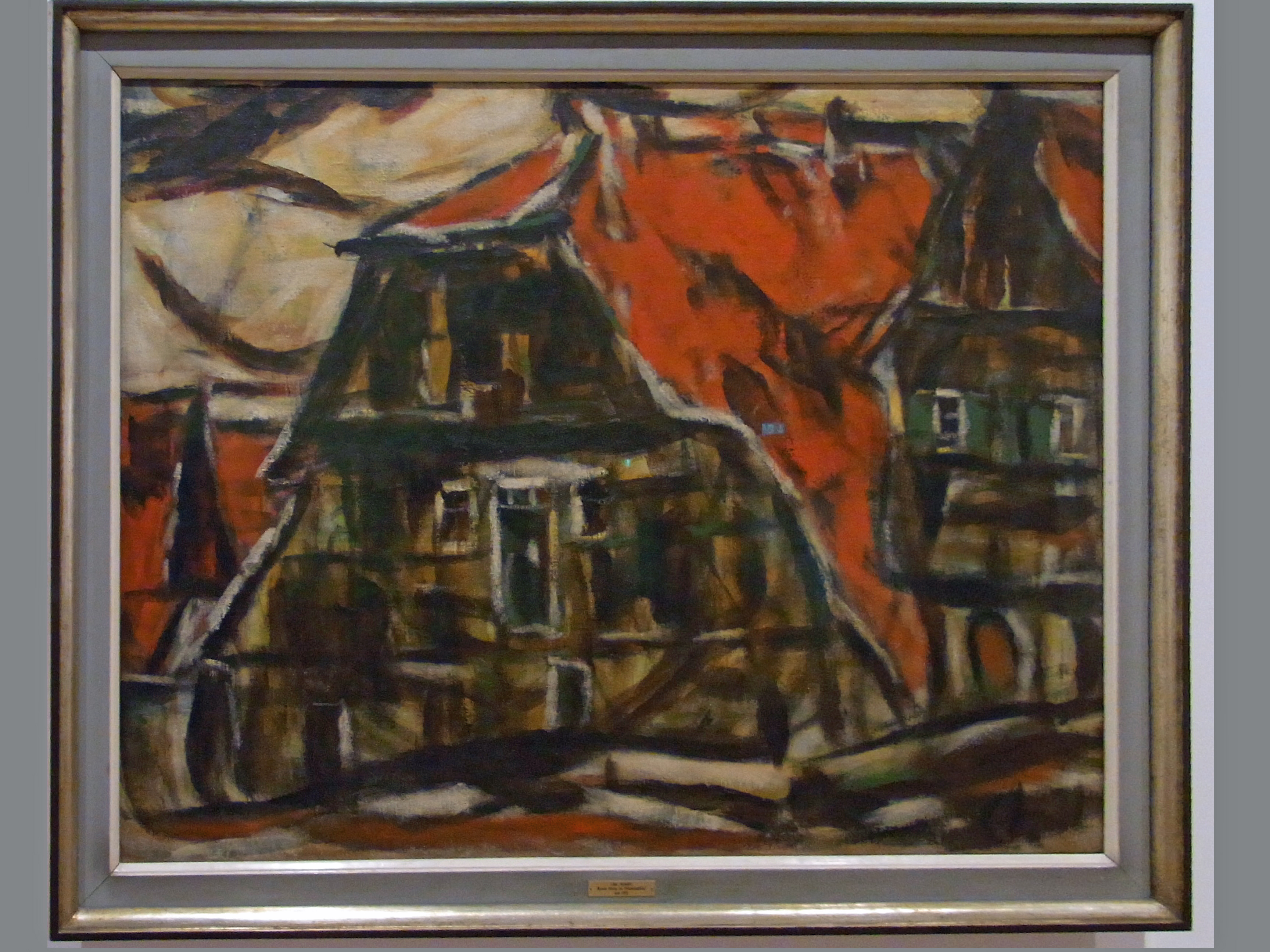
Кристиан Рольфс Красный дом в Динкельсбюле (1921)